# Ломачевский, Дмитрий Платонович
Дмитрий Платонович Ломачевский (5 (17) февраля 1836, Брест-Литовск, Гродненская губ. — 10 (22) мая 1877, Санкт-Петербург) — русский писатель, публицист и журналист, беллетрист, юморист и фельетонист, фольклорист и этнограф.

## Биография
Происходил из дворян «малороссийской шляхты». Сын артиллерии подполковника и изобретателя, впоследствии петрозаводского губернского почтмейстера Олонецкой губернии и каменец-подольского губернского почтмейстера Подольской губернии, коллежского советника Платона Ивановича Ломачевского. Двоюродный брат генерала от кавалерии А. А. Ломачевского.
Д. П. Ломачевский, хотя и имел довольно известных близких родственников, вырос в небогатой офицерской семье. Родители не предоставили сыну достаточных средств для получения высшего образования, хотя предполагалось, что он продолжит офицерскую династию отца. Был записан кандидатом в кадеты 2-го кадетского корпуса в С.-Петербурге; летом 1848 назначен к вступительному экзамену для зачисления в Дворянский полк. Воспитывался в Дворянском полку, однако, в военную службу не вступил. В 1853 году поступил вольнослушателем на юридический факультет Московского университета; по бедности, был освобожден от платы, однако, курса не окончил, и в 1854 был отчислен. Уехав в дом родителей, во второй половине 1850-х годов служил чиновником в канцелярии олонецкого гражданского губернатора и делопроизводителем Олонецкого губернского статистического комитета в г. Петрозаводске, там же служил и его отец; с 1 февраля 1858 года произведён, за выслугу узаконенных лет, в чин коллежского регистратора, по ведомству Министерства внутренних дел.
Стал известен своими историко-географическими, статистическими и этнографическими работами, в основном по истории Карелии, опубликованных в 1857—1864 годах: составил описание ископаемых ресурсов Петрозаводского уезда, обозрение Олонецкой губернии в историческом отношении; отдельным изданием опубликовал очерк с описанием Петрозаводска и его исторических памятников, ранее напечатанный в «Журнале министерства внутренних дел»; в журналах «Семейный круг» и «Иллюстрированный семейный листок» опубликовал очерки по этнографии Петрозаводского уезда, посвященные описанию поморских свадебных обрядов с текстами песен и причитаний, похоронных обычаев и причет, преданий о Девичьем острове, поверий, былин и пр.; в том же — 1859, рукопись «Этнографические заметки о Петрозаводском уезде» Ломачевский направил в Императорского Русское географическое общество; составил описание Онежского озера и статистические заметки о Петрозаводском уезде, напечатанные в «Журнале Министерства внутренних дел», опубликовал сведения о ценах в Петрозаводске в конце XVIII века и др. исторические материалы по Карелии; в 1861 опубликовал описание местности и исторические сведения о карельских целебных источниках, относящиеся к царствованию Петра I.
Тогда же — во второй половине 1850-х гг., начал эпизодически печататься в столичных повременных изданиях в жанре бытового фельетона и сатиры. Пробовал себя в поэтических сборниках: в 1857 в Москве, совместно с известным поэтом П. И. Вейнбергом, выступил составителем и соиздателем альманаха «Новый поэтический свет», в котором напечатал рассказ «Обед после прогулки»; в этом же альманахе был напечатан рассказ «Вечера у знакомых» Ильи Арсеньева,  будущего редактора-издателя журнала «Заноза», газеты «Петербургский листок» и «Петербургской газеты», ставших основными изданиями, в которых впоследствии печатался Ломачевский. Путешествуя по Кавказу, в том же — 1857, в московском журнале «Русский вестник» опубликовал одну из своих первых историко-статистических работ — путевые заметки, посвященные описанию Военно-грузинской дороги. В 1859 стал сотрудничать в журнале «Сын отечества» А. В. Старчевского, и в 1860 работал в редакции журнала корректором.
С 1861 по 1863 жил в Европе (Берлине и Париже), где овладел искусством фотографии и совершенствовался в иностранных языках. В Париже познакомился с писателем И. С. Тургеневым. По свидетельству Тургенева, находясь в Европе, Ломачевский «не получая от своего отца — довольно зажиточного, но старинного складу человека ни копейки, впал в крайнюю бедность». Писатель помог собрать средства для возвращения Ломачевского в Россию, где он, по рекомендации Тургенева, с декабря 1863 по апрель 1864 работал корректором в редакции журнала «Эпоха» Ф. М. Достоевского; очерк, посвященный русской колонии («русской деревне») «Александровке» в окрестностях Потсдама, состоящей из десятка изб и доминанты — православной церкви Святого Александра Невского, построенной в 1827—1829, по проекту архитектора В. П. Стасова, который Ломачевский принёс Ф. М. Достоевскому, напечатан не был.
Кроме издававшегося в Москве журнала «Русский вестник», сотрудничал в газете «Московский листок». После возвращения в Россию, стал постоянным сотрудником (репортер, хроникер и фельетонист) газеты «Петербургский листок» во второй половине 1860-х — первой половине 1870-х; печатался в «Петербургской газете» (1872—1877), в журналах «Светоч» (1860—1861) и «Петербургский вестник» (1862), в газете «Новости» (1874—1876), в сатиро-юмористических журналах либерального толка «Искра» (1857—1871), «Гудок» (1859—1862) «Весельчак» (1859), «Заноза» (1863—1864), «Будильник» (1870—1871), в которых помещал рассказы, очерки, фельетоны, зарисовки, литературные пародии, юморески и литературные сценки о петербургской жизни, по большей части под псевдонимами, или вовсе без авторства.
По свидетельству современников, Ломачевский был талантливым беллетристом и бытописателем. Однако, с несколькими сотоварищами по перу (Н. И. Глушицким, А. П. Крутиковым, И. А. Кущевским, Н. И. Чернявским, А. А. Шкляревским и др.), он входил в столичный кружок так называемых «богемных» литераторов второго ряда, которые вели нищенский, беспечный и разгульный образ жизни, пропивая большую часть литературного заработка в столичных трактирах и кабаках («ямах»); зарабатывая на жизнь исключительно литературным трудом в «малой прессе» и находясь в постоянной нужде, был вынужден заниматься так называемой «литературной поденщиной»; в начале 1870-х годов неоднократно получал помощь из средств Общества для пособия нуждающимся литераторам и ученым (Литературного фонда).
Кроме литературной деятельности, очевидно, после женитьбы, Ломачевский попытался заняться мелким предпринимательством: в 1864 ходатайствовал в С.-Петербургской городской управе о разрешении ему содержать чистильщиков сапог и верхнего платья, тех самых городских «ремесленников», о жизни которых он писал. Однако, из этой затеи ничего не вышло. Скоропостижно умер в Обуховской больнице С.-Петербурга от последствий укуса бешеной собаки, которую погладил на улице, через полтора месяца после заражения. В последние месяцы жизни «был глубоко озадачен этим случаем, и <…> не занимался почти никакой работою, проживая крошечное наследство, незадолго перед эти им полученное». Был похоронен на Волковом кладбище С.-Петербурга. Трагическая гибель Ломачевского от заражения бешенством, которая была не единична, стала той причиной, по которой столичная печать потребовала от с.-петербургского градоначальства активизировать борьбу с бродячими собаками и принять меры по предупреждению подобных случаев.

## Творчество
Широкую известность Ломачевскому принесли юмористические очерки и рассказы, близкие к «натуральной школе», описывающие быт низших слоев общества, жизнь «самых маленьких людей, со всеми их радостями и горем, во всеми их недостатками и лишениями»; героями его произведений являются мелкие чиновники, купцы, дворники, приказчики, мастеровые, отходники, гувернантки, студенты, деревенские мужики и т. п. В одном из некрологов говорилось: «…в каждом из этих рассказов виден неподдельный юмор, наблюдательность и умение уловить комическую сторону описываемых лиц»
Члены так называемого «богемного» кружка литераторов, в среде которых жил и работал Ломачевский, были той основной творческой силой, благодаря которой развивалась «малая пресса» столицы, внесшая неоспоримый и огромный вклад в массовое распространение грамотности и просвещения в среде низших слоев городского общества, стремительно формировавшегося в России после отмены крепостного права из рабочей и крестьянской среды. Редактор-издатель популярной столичной газеты «Петербургский листок» А. А. Соколов, публично отвергая обвинения литераторов и редакторов-издателей «большой прессы» в «прискорбной» репутации «малой прессы», которая была «клоака, куда стекают все литературные подонки», писал о Ломачевском и его товарищах: «Когда скончался Ив. Аф. Кущевский, вся наша периодическая литература сказало о нем, что это был талантливый писатель; когда погиб трагической смертью Дм. Пл. Ломачевский – та же пресса сказала о нем, что это был талантливый писатель; когда скончался Ник. Ив. Чернявский, все сказали, что это был талантливый писатель. В честности того, другого и третьего, как людей, и заклятый враг их не усомнился бы. Несколько веселая, несколько разгульная жизнь этих писателей не может им поставлена в вину, как не может быть поставлена она и покойным: Помяловскому, Решетникову и друг. Эта сторона жизни не подлежит суждению публициста. Над этой чертою, встречая её в биографии, можно только, с болью в сердце, призадуматься <…> Когда скончался Ив. Вас. Андреев, все сказали, что это был человек с дарованием; когда скончался Мих Мих. Стопановский, все сказали, что это был человек с дарованием <…> И Кущевский, и Ломачевский, и Чернявский, и Андреев, и Стопановский принадлежали малой прессе. Первые четверо почти всецело <…> я смотрел на «Петербургский листок», как на листок… доступный массе читателей <…> Как листок, доступный <...> массе читателей, я понимал, что он должен давать читателю целый ряд статей, очерков, повестей и романов, в которых бы можно было говорить с массою вполне понятным языком о предметах более или менее необходимых, для полного усвоения этой массою этих предметов <…> мы никогда не задавались общими широкими вопросами, но в области, нами избранной, в области «вопросов города» - всегда были и будем «хозяевами»… Недалеко то время, когда публика поймет вас и ваше «откровенное направление», поймет и оценит его по достоинству. Она поймет, что вы странноприимный дом всех самолюбивых, но бездарных писателей и общественных деятелей…»
По воспоминаниям того же А. А. Соколова, Ломачевский написал свыше пятисот рассказов и фельетонов. Лучшие из них, опубликованные, по большей части, в газете «Петербургский листок», были им изданы в 2-томном сборнике рассказов, имевших общую связь: «С квартиры на квартиру (юмористические этюды из жизни на Петербургской стороне)» (1868) и «Русский люд (рассказы, очерки и сцены)» (1871). В последующие годы издал ещё несколько сборников своих рассказов:
•Ломачевский Д. П. Рассказы: Г. и г-жа Крутоворотовы. Дуэлисты Петербургской стороны. Дневник щапинской лошади. В вагоне 3-го класса. Прыщик. Два стихотворения А. Н. — СПб.: тип. Н. Неклюдова, 1872. — (Серия: Дачная библиотека; вып. 1).
•Ломачевский Д. П. Веселый час: Пять юмористических рассказов. — СПб.: тип. И. Мордуховского, 1873.
Последним издательским проектом стало посмертное участие Д. П. Ломачевского в коллективном новогоднем литературном альманахе «Сверчок», в декабре 1877 года изданного редакцией «Петербургской газеты».

## Семья
Д. П. Ломачевский имел двух братьев, которые, как и Дмитрий Платонович, не получили от отца средств для получения высшего образования. Старший брат — Владимир, вступил в военную службу, в чине подпоручика, состоящего по армейской пехоте, служил городничим г. Речицы Минской губернии, затем в чине поручика служил городничим г. Боровска Калужской губернии. Младший брат — Платон, начал службу младшим сортировщиком С.-Петербургского почтамта и впоследствии служил по Почтовому ведомству; в 1868 году вышел в отставку в чине коллежского секретаря, с должности золотоношского уездного почтмейстера.
Возвратившись из Европы, Д. П. Ломачевский, в чине отставного коллежского регистратора и в возрасте 28 лет, с 16 августа 1863 женился на 20-летней девице Василисе Вильямовне Таубенгейм, дочери умершего в 1848 году коллежского регистратора У. Таубенгейма, бухгалтера Перновской таможни Лифляндской губернии. Венчался в церкви Вознесения Господня при Адмиралтейских слободах, что на Вознесенском проспекте (не сохранилась). Поручители по жениху: отставной канцелярский служитель, дворянин Николай Андреевич Дубленников, и отставной губернский секретарь Дмитрий Петрович Ильин. Поручители по невесте: архитектор Главного управления путей сообщения и публичных зданий Николай Кондратьевич Шелейховский (Шелейковский), и бессрочноотпускной солдат лейб-гвардии Семёновского полка Силантий Гаврилович Патателев.
В браке имел пятерых детей. После смерти Ломачевского его семья осталась без средств существования, материальную помощь вдове пообещал оказать известный столичный книгоиздатель и книгопродавец И. Т. Лисенков.